# Imperial (Nebraska)
 For alternative betydninger, se Imperial (flertydig). (Se også artikler, som begynder med Imperial)
Imperial er en amerikansk by og administrativt centrum for det amerikanske county Chase County, i staten Nebraska. I 2000 havde byen et indbyggertal på 1.982.
40°31′06″N 101°38′33″V / 40.5183°N 101.6425°V